# Angels Cry (singel Mariah Carey)
Angels Cry jest piosenką powstałą przy współpracy Mariah Carey i Ne-Yo. Została wydana jako drugi singel w ramach promocji albumu Angels Advocate.